# Pseudonomoneura calderwoodi
Pseudonomoneura calderwoodi is een vliegensoort uit de familie Mydidae. De wetenschappelijke naam van de soort is voor het eerst geldig gepubliceerd in 1997 door Fitzgerald & Kondratieff.
De soort komt voor in Mexico.